# Meunasah Buloh (Kaway XVI)
Meunasah Buloh is een bestuurslaag in het regentschap Aceh Barat van de provincie Atjeh, Indonesië. Meunasah Buloh telt 401 inwoners (volkstelling 2010).